# 木南清香
木南 清香（きなみ さやか、1981年7月13日 - ）は、日本の舞台女優。
大阪府豊中市出身。妹は女優の木南晴夏、義弟は俳優の玉木宏。

## 来歴
大阪府立夕陽丘高等学校全日制音楽科声楽専攻、京都市立芸術大学音楽学部音楽学科声楽専攻卒業。関西二期会オペラスタジオ予科修了。東宝ミュージカルアカデミー卒業。
2006年5月から2007年2月にかけて行なわれた劇団四季のミュージカル「オペラ座の怪人」に出演。その後、劇団四季には2年ほど在籍。3年ほどOLとして働き、再び舞台に戻った。
2016年、一般男性と結婚した。
2022年の12月には所属事務所のオーチャードを退所したことをインスタで明かした。

## 出演

### 舞台
- 2006年5月 - 2007年2月 劇団四季ミュージカル「オペラ座の怪人」
- 2007年4月 - 5月 劇団四季ミュージカル「ライオンキング」
- 2011年5月 きゃてぃめっど「ヌエバ・カンシオン」 グロリア役
- 2012年7月 - 2013年1月 東宝ミュージカル「ミス・サイゴン」 ジャネット役
- 2014年7月 - 10月 東宝ミュージカル「ミス・サイゴン」 ジャネット役
- 2015年3月 ミュージカル「ショウ・ボート」 エセル役
- 2015年12月 ミュージカル「ミー&マイガール」 ソフィア役
- 2016年9月 - 2017年1月 東宝ミュージカル「ミス・サイゴン」イヴェット役
- 2017年5月 - 10月 東宝ミュージカル「レ・ミゼラブル」鳩役
  - 2019年4月 - 9月 東宝ミュージカル「レ・ミゼラブル」
    - 2021年5月 - 10月 東宝ミュージカル「レ・ミゼラブル」
- 2018年8月 - 9月 東宝ミュージカル「ゴースト」

### テレビドラマ
- ドラマ24 勇者ヨシヒコと導かれし七人 第7話（2016年11月19日、テレビ東京）（妹の木南晴夏と共演[6]）